# Nikka Costa
Pour les articles homonymes, voir Costa.
 (janvier 2018).
Si vous disposez d'ouvrages ou d'articles de référence ou si vous connaissez des sites web de qualité traitant du thème abordé ici, merci de compléter l'article en donnant les références utiles à sa vérifiabilité et en les liant à la section « Notes et références ».
 (janvier 2024).
Domenica Costa, dite Nikka Costa, née le 4 juin 1972 à Tokyo au Japon est une chanteuse australo-américaine. Elle est la fille du producteur et chef d'orchestre Don Costa.

## Biographie
Elle nait à Tokyo en 1972.
Elle est la fille de Don Costa, compositeur, chef d'orchestre et producteur (ayant collaboré, entre autres, avec Paul Anka, Frank Sinatra, Tony Bennet, Sarah Vaughan et Barbra Streisand), Nikka Costa a grandi dans le milieu de la musique et n'a que 5 ans lorsqu'elle enregistre son premier titre, un duo avec Don Ho pour les fêtes de Noël. Elle monte sur scène avec son père dès l'âge de 7 ans. A 8 ans, elle fait la première partie de The Police en Argentine et chante sur l'album Don Costa Plays The Beatles. Les deux producteurs de cet album et Don Costa décident de lancer sa carrière avec l'album Nikka Costa en 1981. Elle y reprend Out Here on My Own, qui lui apporte un succès mondial,. Nikka Costa, qui n'a que 10 ans, se produit alors devant le président Reagan avec son parrain, Franck Sinatra. Son père décède en janvier 1983 et Costa doit malgré tout effectuer la tournée de l'album Fairy Tales. Cette expérience traumatique l'éloignera de la chanson un temps. Elle aura une adolescence normale et jouera dans un groupe au lycée. A 14 ans, elle sort un troisième album, Here I Am, Yes It's Me, pour honorer son contrat.
Costa épouse le producteur de musique Justin Stanley, célèbre pour ses collaborations avec Beck, Eric Clapton, Leonard Cohen, Sheryl Crow, Paul McCartney, Prince et Snoop Dogg, et part habiter en Australie. Elle y monte un groupe de funk, Littla Mona & the Shag Daddies, mais le groupe se sépare après seulement quatre concerts à Sydney. Sans se décourager, Costa monte Sugarbone à l'âge de 22 ans. Le groupe enregistre Butterfly Rocket en 1996, album qui lui vaut deux nominations aux ARIA Music Awards.
Elle retourne vivre aux Etats-Unis, et en 2000, son titre Like a Feather est utilisé dans une publicité Tommy Hillfiger. Cette mise en lumière permettra à Everybody Got Their Something d'être son premier album à sortir aux USA, et il se hisse au billboard 200. Le single devient un hit sur MTV et son succès sera alors planétaire.
Depuis ses débuts, Costa a tourné avec Lenny Kravitz, Coldplay, AC/DC, Beck et D'Angelo, a enregistré avec Mark Ronson, a été nommée pour un MTV Music Award et a connu de nombreux succès en Europe. Costa a également collaboré avec Prince : elle a écrit les paroles de son morceau Silver Tongue et s'est produite sur scène à ses côtés à de nombreuses reprises entre 2002 et 2011.
Nikka Costa continue de chanter jusqu'à ce jour. Son dernier album Nikka & Strings, Underneath and in Between date de 2017.

### Vie privée
Elle est en couple avec le producteur et auteur-compositeur australien Justin Stanley (en) avec qui elle a deux enfants: une fille, Sugar McQueen (2006), et un fils, Suede (2013).

## Discographie

### Albums studio
- 1981 - Nikka Costa
- 1983 - Fairy Tales
- 1989 - Here I Am... Yes, It's Me
- 1996 - Butterfly Rocket
- 2001 - Everybody Got Their Something
- 2005 - Can'tneverdidnothin'
- 2008 - Pebble to a Pearl
- 2017 - Nikka & Strings: Underneath and in Between
- 2024 - Dirty Disco